# مقمعة نعرمر
رأس صولجان نعرمر المعروفة كذلك باسم مقمعة نعرمر هو رأس صولجان حجري مزخرف من الصولجانات المصرية القديمة. تم العثور عليه في "الوديعة الرئيسية" في منطقة المعبد بالمدينة المصرية القديمة نخن (هيراكونبوليس) بواسطة جيمس كيبيل عام 1898. يعود تاريخه إلى عهد الملك نعرمر (حوالي القرن الحادي والثلاثين قبل الميلاد) من العصر العتيق، وقد نُقش على رأس الصولجان سرخه. يحتفظ بهذا الرأس حاليًا في متحف أشموليان في أكسفورد.

## الزخارف
رأس صولجان نعرمر في حالة حفظ أفضل من رأس صولجان العقرب وله تفسيرات متعددة. إحدى الآراء هي أن الأحداث التي تم تصويرها عليه، مثل لوحة نعرمر، تسجل العام الذي تم فيه صنعه وتقديمه إلى المعبد، وهي عادة معروفة من اكتشافات أخرى في هيراكونبوليس. كان هناك نظرية سابقة لدى بعض العلماء، بمن فيهم فليندرز بيتري ووالتر إيمري، أن رأس الصولجان يخلد مناسبات كبيرة مثل احتفال عيد سد لنعرمر أو زواجه من الملكة المحتملة نيت حتب.

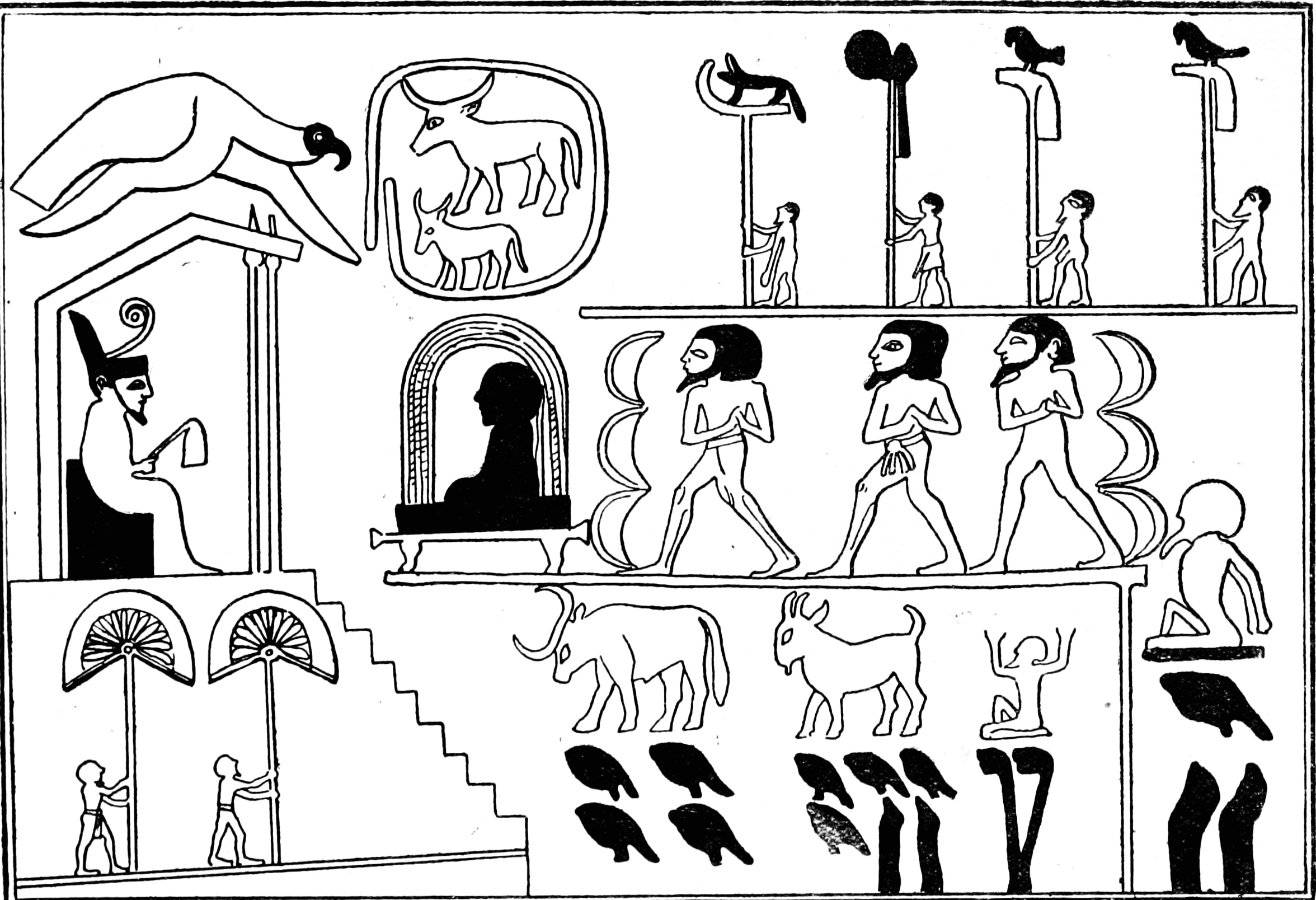
رسم لرأس صولجان نعرمر. التصميم يظهر أسرى يتم تقديمهم إلى الفرعون نعرمر الجالس على العرش في ناووس. يظهر المشهد مراسم يتم فيها تقديم الأسرى والغنائم إلى الملك نعرمر الجالس تحت مظلة على منصة متدرجة. يرتدي تاج الشمال الأحمر، ويمسك بعصا، ويلف بعباءة طويلة. على اليسار، يُكتب اسم نعرمر داخل صورة تمثل واجهة القصر (السرخ) تتوجها الصقر. في الأسفل يوجد سجل بالغنائم الحيوانية والبشرية؛ 400,000 رأس من الماشية، 1,422,000 من الماعز، و120,000 من الأسرى. متحف أشموليان، أكسفورد.

في الجانب الأيسر من هذا الرأس، يظهر ملك جالس تحت ظلة على منصة؛ يرتدي التاج الأحمر (دشرت) ومغطى بقطعة قماش أو عباءة طويلة. الملك يمسك بعصا الصولجان وفوق المظلة نسر، ربما الإلهة المحلية نخبيت، تحلق بجناحين ممدودين. كانت نخن، أو هيراكونبوليس، واحدة من أربع مراكز قوة في صعيد مصر قبل توحيد مصر العليا في نهاية فترة نقادة الثالثة. استمر الأهمية الدينية لهيراكونبوليس بعد أن تراجع دورها السياسي. أمام الملك مباشرة توجد منصة أخرى، أو ربما محفة، يجلس عليها شخص مغطى يواجهه. وقد تم تفسير هذه الشخصية على أنها أميرة تُقدم للملك للزواج، أو ابن الملك أو إله. تغطى المنصة بهيكل يشبه القوس، وخلفه توجد ثلاث سجلات من السطور. في السجل الأوسط، يظهر الحضور يسيرون أو يركضون خلف المنصة. في السجل العلوي، يظهر حظيرة بها ما يبدو وكأنه بقرة وعجل، وقد يرمز هذا إلى إقليم ثب-كا، أو إلى الإلهة حتحور وابنها حورس، اللذين ارتبطا بالملكية منذ أقدم العصور. خلف الحظيرة، يتقدم أربعة حاملي رايات نحو العرش. في السجل السفلي، توجد مجموعة من القرابين أمام حملة المراوح.[بحاجة لمصدر]

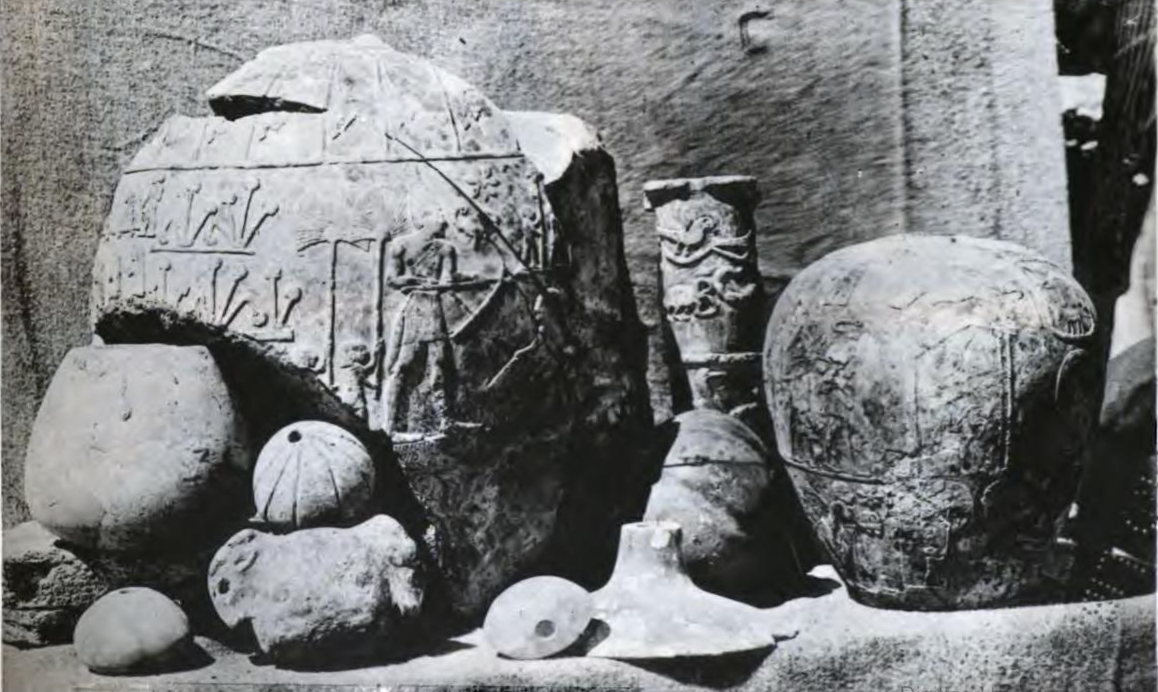
رأس صولجان نعرمر (إلى اليمين) وقت اكتشافه، هيراكونبوليس

في الجزء المركزي من رأس الصولجان، خلف العرش الذي يجلس عليه الملك، يظهر شخصية تشبه حامل الصندل من لوحة نعرمر، وبالمثل يوجد فوق رأسه علامة الوردة. يتبعه رجل يحمل عمودًا طويلاً. فوقه، يسير ثلاثة رجال، اثنان منهم يحملان أيضًا أعمدة طويلة. يظهر السرخ الذي يحمل علامات نعرمر فوق هؤلاء الرجال.
يظهر في الحقل العلوي إلى يمين الحقل المركزي بناء، ربما معبد، وعلى سطحه بلشون واقف. تحت هذا، يظهر حظيرة بها ثلاثة حيوانات، ربما ظباء. وقد تم اقتراح أن هذا يشير إلى البلدة القديمة بوتو، حيث ربما وقعت الأحداث الموصوفة على رأس الصولجان.[بحاجة لمصدر]